# (44013) Iidetenmondai
(44013) Iidetenmondai est un astéroïde de la ceinture principale.

## Description
(44013) Iidetenmondai est un astéroïde de la ceinture principale. Il fut découvert le 1er novembre 1997 à Nanyo par Tomimaru Okuni. Il présente une orbite caractérisée par un demi-grand axe de 2,72 UA, une excentricité de 0,12 et une inclinaison de 8,1° par rapport à l'écliptique.

## Compléments